# Gran Premio della Liberazione (Frauenradsport)
Der Gran Premio della Liberazione (zeitweise Gran Premio della Liberazione  Pink, inoffiziell oft: Gran Premio della Liberazione Donne) ist ein Straßenradrennen im Frauenradrennsport, das seit 1989 mit Unterbrechungen jeweils am 25. April, dem italienischen Nationalfeiertag Anniversario della Liberazione (dt.: Jahrestag der Befreiung), an dem die italienische Republik die Befreiung vom Faschismus im Jahr 1945 feiert, ausgetragen wird.
Die Veranstaltung fand bis 2012 im lombardischen Crema statt. Im Jahr 2013 wurde das Rennen abgesagt. Die Tradition wurde 2016 wieder aufgenommen und das Rennen unter dem Namen Gran Premio della Liberazione am Ort des gleichnamigen Männerrennens in Rom ausgetragen. Die erste Siegerin der Neuauflage war Marta Bastianelli.

## Palmarès
| Jahr | Siegerin              | Zweite                       | Dritte                       |          |
| ---- | --------------------- | ---------------------------- | ---------------------------- | -------- |
| 1989 | Elisabetta Guazzaroni | Elisabetta Fanton            | Mara Mosole                  |          |
| 1990 | Elisabetta Guazzaroni | Gabriella Pregnolato         | Luzia Zberg                  |          |
| 1991 | Gabriella Pregnolato  | Marina Artomonova            | Lucia Pizzolotto             |          |
| 1992 | Elisabetta Fanton     | Gulnara Fatkulina            | Elisabetta Guazzaroni        |          |
| 1993 | Simona Muzzioli       | Mara Calliope                | Natalja Bakanova             |          |
| 1994 | Greta Zocca           | Natalja Yuganiuk             | Simona Grossi                |          |
| 1995 | Marica Berardi        | Nadia Molteni                | Katia Longhin                |          |
| 1996 | Diana Rast            | Greta Zocca                  | Gabriella Pregnolato         |          |
| 1997 | Mara Calliope         | Katia Longhin                | Gabriella Pregnolato         |          |
| 1998 | Greta Zocca           | Regina Schleicher            | Katia Longhin                |          |
| 1999 | Sinaida Stahurskaja   | Giovanna Troldi              | Tanja Hennes                 |          |
| 2000 | Greta Zocca           | Natalja Yuganiuk             | Sinaida Stahurskaja          |          |
| 2001 | Greta Zocca           | Katia Longhin                | Regina Schleicher            |          |
| 2002 | Janildes Fernandes    | Giovanna Troldi              | Sinaida Stahurskaja          |          |
| 2003 | Diana Žiliūtė         | Olga Sljussarewa             | Julija Wiktorowna Martissowa |          |
| 2004 | Olga Sljussarewa      | Valentina Alessio            | Katia Longhin                |          |
| 2005 | Regina Schleicher     | Rochelle Gilmore             | Giorgia Bronzini             |          |
| 2006 | Diana Žiliūtė         | Annalisa Cucinotta           | Olga Sljussarewa             |          |
| 2007 | Giorgia Bronzini      | Grete Treier                 | Annalisa Cucinotta           |          |
| 2008 | Regina Schleicher     | Rochelle Gilmore             | Giorgia Bronzini             |          |
| 2009 | Giorgia Bronzini      | Julija Wiktorowna Martissowa | Alessandra D'Ettorre         |          |
| 2010 | Monia Baccaille       | Giorgia Bronzini             | Alessandra D'Ettorre         |          |
| 2011 | Giorgia Bronzini      | Aljona Andruk                | Monia Baccaille              |          |
| 2012 | Noemi Cantele         | Inga Čilvinaitė              | Maria Giulia Confalonieri    |          |
| 2016 | Marta Bastianelli     | Kimberley Wells              | Arianna Fidanza              |          |
| 2017 | Marta Bastianelli     | Rasa Leleivytė               | Soraya Paladin               |          |
| 2018 | Letizia Paternoster   | Maria Giulia Confalonieri    | Rasa Leleivytė               |          |
| 2019 | abgesagt              | abgesagt                     | abgesagt                     | abgesagt |
| 2020 | abgesagt              | abgesagt                     | abgesagt                     | abgesagt |
| 2021 | abgesagt              | abgesagt                     | abgesagt                     | abgesagt |
| 2022 | Silvia Persico        | Chiara Consonni              | Maria Giulia Confalonieri    |          |
| 2023 | Silvia Zanardi        | Cristina Tonetti             | Giorgia Bariani              |          |
| 2024 | Chiara Consonni       | Silvia Persico               | Eleonora Gasparrini          |          |
| 2025 | Paula Blasi           | Silvia Milesi                | Sofia Bertizzolo             |          |